# Phra Khanong
Phra Khanong (tiếng Thái: พระโขนง, phiên âm: Bơ-la Kha-nong) là một trong 50 quận của Bangkok, Thái Lan. Quận Phra Khanong có diện tích km2, dân số là người.
Phra Khanong giáp các quận huyện sau, theo chiều kim đồng hồ từ phía bắc, là Suan Luang, Prawet, và Bang Na của Bangkok, huyện Phra Pradaeng của tỉnh Samut Prakan (qua sông Chao Phraya), Khlong Toei và Watthana của Bangkok.

## Lịch sử
Phra Khanong là một huyện của Nakhon Khuan Khan từ năm 1902. Nakhon Khuan Khan đã được đổi tên thành Phra Pradaeng năm 1914. Năm 1927 Phra Khanong được chuyển từ tỉnh lúc đó tên là tỉnh Phra Pradaeng sang Bangkok. Nó đã từng là huyện rất lớn, nhưng nó đã được chia thành một số huyện nhỏ. Các huyện Khlong Toei, Watthana, Suan Luang, Prawet và Bang Na đã được tất cả các phần một lần của Phra Khanong. Khlong Toei (sau này tách ra Watthana) và Prawet (sau này tách ra Suan Luang) huyện đã được tác khỏi Phra Khanong vào năm 1989. Bang Na là huyện cuối cùng được tách khỏi Phra Khanong vào năm 1998.
Mặc dù chính quyền đã được thay đổi, nhiều khu vực xung quanh vẫn thường được gọi là Phra Khanong. Nhà ga Phra Khanong Bangkok, mở vào năm 1999, thực sự là ngoài quận Phra Khanong.
Khanong từ có nguồn gốc từ tiếng Khmer có nghĩa là lông mày nhưng nó đã được suy đoán rằng nó có thể được từ Khanon (ขนอน) có nghĩa là nhà hải quan. Khu vực này đã là cửa ngõ quan trọng từ biển trong một thời gian rất dài và lịch sử của Phra Pradaeng ngày trở lại hơn 1.000 năm trước, khi khu vực này vẫn còn được cai trị bởi đế chế Khmer.
Các đền thờ dành riêng cho Mae Nak Phra Khanong tại Wat Mahabut nằm ở trong ranh giới quận Phra Khanong cho đến năm 1997 khi thay đổi địa giới đã khiến những công trình này nằm ở huyện lân cận, huyện Suan Luang.